# NGC 361
NGC 361 ist ein offener Sternhaufen in einem Emissionsnebel und gehört der Kleinen Magellansche Wolke im Sternbild Tukan an.
Das Objekt wurde am 6. September 1826 von dem schottischen Astronomen James Dunlop entdeckt.